# 名曲アルバム
『名曲アルバム』（めいきょくアルバム）は、NHKで1976年4月5日から放送されているクラシック音楽番組である。総合テレビ、教育テレビ（Eテレ）および海外向けNHKワールド・プレミアムで放送されているほか、2015年度からはBSプレミアム、2018年12月からはBS4K、BS8Kでも本番組のレギュラー放送を開始した。しかし、2023年12月からの衛星波再編に伴い、BSプレミアムからBS（旧BS1）での放送に移行している。なお、BSプレミアムではレギュラー放送開始以前にも単発で1度だけ放送されたことがある。
過去にはBSハイビジョンでも放送されていたが、2010年3月をもって打ち切られた。ハイビジョン映像・ステレオ音声で制作されている。
また、本番組の収録音源を使用したラジオ番組をラジオ第2放送とFM放送にて放送している。本項ではこれについても合わせて触れるものとする。

## 概要
海外のある場所（曲にゆかりのある地）で収録した映像に1曲が5分に収まるように編曲してスタジオ収録した音源を組み合わせて放送されているのが特徴。字幕による解説が行われるが、ナレーションは無く、現地で収録した音声は放送されない。放送時間は通常は5分間だが、『名曲アルバム選』のタイトルが付いている場合には15分間の放送である。
また、稀に曲風が似た異なる楽曲をメドレー形式で放送することもある。
この番組は、1976年4月5日に総合テレビにて放送を開始。初回放送で取り上げられた曲は、タレガ作曲「アランブラ宮殿の思い出」（ギター:荘村清志）だった。
番組開始から2年半後の1978年10月1日には、NHK総合テレビで音声多重放送の実用化試験放送が開始されたの受け、その日からこの番組はステレオ放送になった。
一時期はデジタル放送（地上波およびBS）において、Bモードステレオの高音質放送を行なっていた。また、2014年8月からは、5.1chサラウンドステレオでの放送を開始した。
1990年半ば過ぎ頃からはフィルムからVTRに替わり、2000年12月1日のBSハイビジョン開局直後からハイビジョンでの放送を開始した。
また、1980年頃から「クラシック音楽の手軽な良質番組」であることを売りに、海外の様々な放送局に対して番組の供給も行っており、それらの放送局では、その国の字幕解説を入れて放送されている。
2018年現在、日本の民謡を取り上げる回もあり、オーケストラ編曲が行われるパターンもある。
2023年10月4日は「大阪ブギウギ」（作詞：藤浦洸、作曲：服部良一、歌：矢井田瞳、演奏：フェイスミュージック、指揮：服部隆之）が放送され、この曲を歌った笠置シヅ子と作曲した服部良一について紹介された。

## 放送時間

### 名曲アルバム
2023年度（2023年12月〜）
- 総合テレビ
  - 土曜：14:50〜14:55
  - 日曜：4:20〜4:25
  - 月曜 - 金曜：11:40〜11:45（一部の地域で放送）
- Eテレ
  - 水曜：12:40〜12:45
  - 木曜：6:20〜6:25
- BS
  - 月曜 - 金曜：5:55〜6:00
- BSプレミアム4K
  - 月曜 - 金曜：6:55～7:00

### 名曲アルバムプラス
- 総合テレビ、Eテレ、BSプレミアム
  - 不定期

### 8K名曲アルバム
- BS8K
  - 不定期

## 姉妹番組

### ラジオ番組
この番組の収録音源を使い、アナウンサーによる曲目紹介を挿入したラジオ番組として、『名曲の小箱』（5分間、1984年4月2日開始）、『名曲スケッチ』（10分間、1993年4月9日開始）、『名曲セレクション』（15分間、1999年4月29日開始、不定期）がラジオ第2放送とFM放送で放送されているほか、NHKワールド・ラジオ日本でも前者2番組を定時放送している。
2008年度から2011年度までラジオ第1放送（東北地方を除く）でも日曜日22:45 - 22:55に『名曲スケッチ』が放送されていた。

### 名曲アルバム+（プラス）
『名曲アルバム+（プラス）』は、『名曲アルバム』の収録音源や、この番組のために録音された音源（5分または3分）に、アニメーションやCGを取り入れた映像を組み合わせたテレビ番組である。また、字幕はない。初回放送で取り上げられた曲は、青森県民謡の津軽じょんから節。
この番組は2015年3月27日に総合テレビで放送を開始したフィラー番組である。2018年、Eテレで毎週月曜日の23:25～23:30で放送していた。

### 8K名曲アルバム
『8K名曲アルバム』は、基本的には『名曲アルバム』と番組内容は同じであるが、15分間で1曲を放送する。2019年現在、BS8Kのみの放送となっている。

## オーディオ・ビデオソフト

### オーディオソフト
この番組のオーディオ・ソフトでの発売は、1979年12月5日にキングレコードから「セブン・シーズ」レーベルにて、同番組の音源をそのまま使った「名曲アルバム」という10枚組のLPセットとして発売したのが最初である。その後、アナログLPでは同社より数枚組のカートン・ボックス入りセットに於いては第2弾から第4弾まで発売され、また、1枚ずつのバラ売りも別途されるようになった。なお、これに先立ってキングレコードではLPレコード「名曲アルバム」シリーズを発売しているが、これは番組で取り上げられた楽曲をロンドン・デッカのステレオ音源をもとに編集したもので、5分の枠にこだわらないノーカット収録であったが、「放送と違う」との抗議が多かったため、音源についてもNHKと提供契約を結んでの再企画となった。
CD時代になってからは、ポリドール・レコードが最初に発売を行い、その後、ユニバーサルミュージック、キングレコード、NHKサービスセンターから放送音源を使った同タイトルのアルバムが発売されている。
2011年1月よりデアゴスティーニより「NHK名曲アルバムCDコレクション」（分冊百科）創刊される。これは隔週刊で、これまでに放送された作品のうち毎号8曲を厳選し、その楽曲の舞台となった土地や曲の背景を取り上げたマガジンと付録のCDが付いているものである
2014年には『音楽のある風景』に登場する通販限定CD「NHK名曲アルバム 美しき日本わが故郷」が通販のみで発売。

### ビデオソフト
映像が収録されたビデオディスクでは、まずパイオニアがレーザーディスクにて1981年10月9日に、第1号機LD-1000の発売とともに同番組の映像ソフトを1枚ずつ数種類発売したのが最初である。
名曲アルバム100選DVD版がNHKエンタープライズから、2007年3月23日発売されている。
名曲アルバム＋セレクションDVD・Blu-rayがNHKエンタープライズから、2022年8月26日発売されている。